# Aki Maruyama
Aki Maruyama (丸山 亜季, Maruyama Aki) est une joueuse de volley-ball japonaise née le 6 octobre 1990 à Aishō (Préfecture de Shiga). Elle mesure 1,57 m et joue au poste de libero. 

## Clubs
| Club             | De        | À         |
| ---------------- | --------- | --------- |
| Ohmi High School | 2006-2007 | 2008-2009 |
| Okayama Seagulls | 2009-2010 | …         |

## Palmarès
- Coupe de l'impératrice
  - Finaliste : 2013.
- V Première Ligue
  - Finaliste : 2014, 2020.